# Eric Clapton North American Tour 2021
Die Eric Clapton North American Tour 2021 war eine Konzerttournee des britischen Rock-Gitarristen- und Sängers Eric Clapton. Die Tournee begann am 13. September in Fort Worth, umfasste insgesamt acht Konzerte in Nordamerika und endete am 26. September in Hollywood. Mehr als 100.000 Besucher sorgten für rund 18 Millionen US-Dollar Umsatzerlöse.

## Musiker
Die folgende Besetzung bestritt die Tournee.
- Eric Clapton – Gitarre, Gesang
- Doyle Bramhall II – Rhythmus-Gitarre
- Paul Carrack – Hammondorgel
- Nathan East – Bassgitarre
- Sonny Emory – Schlagzeug
- Steve Gadd – Schlagzeug
- Chris Stainton – Keyboard
- Sharon White – Begleitgesang
- Katie Kissoon – Begleitgesang

## Termine
| Nr.             | Datum              | Land               | Stadt           | Veranstaltungsort    | Vorband         | Besucher                  | Einnahmen    |              |
| Nordamerika     | Nordamerika        | Nordamerika        | Nordamerika     | Nordamerika          | Nordamerika     | Nordamerika               | Nordamerika  |              |
| --------------- | ------------------ | ------------------ | --------------- | -------------------- | --------------- | ------------------------- | ------------ | ------------ |
| 1               | 13. September 2021 | Vereinigte Staaten | Fort Worth      | Dickies Arena        | Jimmie Vaughan  | 12.658 / 12.658           | $ 2.207.715  |              |
| 2               | 15. September 2021 | Vereinigte Staaten | Austin          | Frank Erwin Center   | Jimmie Vaughan  | 12.371 / 12.371           | $ 2.323.672  |              |
| 3               | 17. September 2021 | Vereinigte Staaten | Houston         | Toyota Center        | Jimmie Vaughan  | 12.640 / 12.640           | $ 2.096.371  |              |
| 4               | 18. September 2021 | Vereinigte Staaten | New Orleans     | Smoothie King Center | Jimmie Vaughan  | 12.829 / 12.829           | $ 2.161.228  |              |
| 5               | 21. September 2021 | Vereinigte Staaten | Nashville       | Bridgestone Arena    | Jimmie Vaughan  | 13.838 / 13.838           | $ 2.254.145  |              |
| 6               | 23. September 2021 | Vereinigte Staaten | Atlanta         | Gas South Arena      | Jimmie Vaughan  | 12.227 / 12.227           | $ 2.103.662  |              |
| 7               | 25. September 2021 | Vereinigte Staaten | Tampa           | Amalie Arena         | Jimmie Vaughan  | 12.749 / 12.749           | $ 2.265.574  |              |
| 8               | 26. September 2021 | Vereinigte Staaten | Hollywood       | Hard Rock Live       | Jimmie Vaughan  | 13.615 / 13.615           | $ 2.667.143  |              |
| Zusammenfassung | Zusammenfassung    | Zusammenfassung    | Zusammenfassung | Zusammenfassung      | Zusammenfassung | 102.927 / 102.927 (100 %) | $ 18.079.510 | $ 18.079.510 |